# 和田 (杉並区)
和田（わだ）は、東京都杉並区の地名。住居表示実施済み。現行行政地名は和田一丁目から和田三丁目。

## 地理
杉並区の東部に位置する。

北部は青梅街道に接し、これを境に高円寺南になる。

西部は環七通りに接し、これを境に梅里に、西南は堀ノ内になる。

南部は善福寺川に接し、これを境に方南になる。

東側は中野区との区界となり、東部は中野区本町に、南東部は中野区弥生町に接する。

### 概要
古くから団地、社員寮など集合住宅が多く、現在も主に住宅地として利用されている。和田二丁目の南部一帯は、立正佼成会の本部があり普門館や元佼成病院、佼成学園中学校・高等学校などの関連施設がある。また、救世軍杉並小隊、救世軍士官学校、救世軍ブース記念病院など、救世軍関連の宗教施設・医療福祉施設の集中している地域でもある。
北部の青梅街道沿いには蚕糸の森公園と杉並区立第十小学校がある。この地は、元農林水産省の蚕糸試験場跡地であり、レンガ造りの正門は当時のまま現存している（試験場は1980年につくば市に移転）。杉並区立杉並第十小学校とは連続した空間を構成しており、地域の防災公園としての機能を持つ。

### 河川
- 神田川
- 善福寺川

### 地価
住宅地の地価は、2025年（令和7年）1月1日の公示地価によれば、和田3-36-3の地点で66万7000円/m2となっている。

## 世帯数と人口
2025年（令和7年）3月1日現在（杉並区発表）の世帯数と人口は以下の通りである。
| 丁目       | 世帯数     | 人口     |
| ---------- | ---------- | -------- |
| 和田一丁目 | 5,604世帯  | 9,077人  |
| 和田二丁目 | 2,550世帯  | 4,307人  |
| 和田三丁目 | 4,161世帯  | 6,580人  |
| 計         | 12,315世帯 | 19,964人 |

### 人口の変遷
国勢調査による人口の推移。
| 年                 | 人口   |
| ------------------ | ------ |
| 1995年（平成7年）  | 18,864 |
| 2000年（平成12年） | 18,807 |
| 2005年（平成17年） | 18,415 |
| 2010年（平成22年） | 19,161 |
| 2015年（平成27年） | 20,145 |
| 2020年（令和2年）  | 20,437 |

### 世帯数の変遷
国勢調査による世帯数の推移。
| 年                 | 世帯数 |
| ------------------ | ------ |
| 1995年（平成7年）  | 9,177  |
| 2000年（平成12年） | 9,731  |
| 2005年（平成17年） | 10,207 |
| 2010年（平成22年） | 10,759 |
| 2015年（平成27年） | 11,350 |
| 2020年（令和2年）  | 11,987 |

## 学区
区立小・中学校に通う場合、学区は以下の通りとなる（2016年1月時点）。
| 丁目       | 番地                      | 小学校                 | 中学校             |
| ---------- | ------------------------- | ---------------------- | ------------------ |
| 和田一丁目 | 44～54番 58～69番         | 杉並区立杉並第十小学校 | 杉並区立和田中学校 |
| 和田一丁目 | 1〜43番 55〜57番 70〜71番 | 杉並区立和田小学校     | 杉並区立和田中学校 |
| 和田二丁目 | 1～5番 8～47番            | 杉並区立和田小学校     | 杉並区立和田中学校 |
| 和田二丁目 | 6〜7番                    | 杉並区立和田小学校     | 杉並区立泉南中学校 |
| 和田三丁目 | 1～7番 27番 30～62番      | 杉並区立杉並第十小学校 | 杉並区立高南中学校 |
| 和田三丁目 | 8〜26番 28〜29番          | 杉並区立杉並第十小学校 | 杉並区立和田小学校 |

## 交通

### 鉄道
| 街区内の駅                            | 隣接する街区の駅 |
| ------------------------------------- | --- |
| 東京メトロ丸ノ内線 - 東高円寺駅(M 04) | JR中央線 JR中央・総武線各駅停車 - 高円寺駅(JC 07)(JB 06) 東京メトロ丸ノ内線 - 新中野駅(M 05) 東京メトロ丸ノ内線 - 中野富士見町駅(Mb 04) |

### バス
- 関東バス五日市街道営業所が存在。
- 都営バス杉並支所が存在。近隣の路線を運行している。

### 道路
- 青梅街道(東京都道・埼玉県道4号東京所沢線)
- 環七通り

## 事業所
2021年（令和3年）現在の経済センサス調査による事業所数と従業員数は以下の通りである。
| 丁目       | 事業所数  | 従業員数 |
| ---------- | --------- | -------- |
| 和田一丁目 | 245事業所 | 3,049人  |
| 和田二丁目 | 102事業所 | 1,763人  |
| 和田三丁目 | 205事業所 | 1,385人  |
| 計         | 552事業所 | 6,197人  |

### 事業者数の変遷
経済センサスによる事業所数の推移。
| 年                 | 事業者数 |
| ------------------ | -------- |
| 2016年（平成28年） | 598      |
| 2021年（令和3年）  | 552      |

### 従業員数の変遷
経済センサスによる従業員数の推移。
| 年                 | 従業員数 |
| ------------------ | -------- |
| 2016年（平成28年） | 5,534    |
| 2021年（令和3年）  | 6,197    |

## 施設

### 教育機関

#### 私立
- 女子美術大学杉並キャンパス
  - 女子美術大学短期大学部
  - 女子美術大学付属高等学校・中学校
- 佼成学園中学校・高等学校

#### 区立
- 和田小学校
- 杉並第十小学校
- 和田中学校
- 高南中学校

### 宗教施設
- 立正佼成会本部
  - 普門館
- 杏林大学医学部付属杉並病院（旧立正佼成会附属佼成病院）
- 救世軍杉並小隊
- 救世軍士官学校（救世軍附属の神学校）
- 救世軍ブース記念病院

### その他
- 蚕糸の森公園

## 出身・ゆかりのある人物
- 峯島茂兵衛（尾張屋土地、丸八倉庫各社長）

## その他

### 日本郵便
- 郵便番号 : 166-0012[3]（集配局 : 杉並郵便局[15]）。